# Odvjetnik
Odvjetnik je osoba koja pruža pravnu pomoć fizičkim i pravnim osobama u ostvarivanju i zaštiti njihovih prava i pravnih interesa.

## Oblici pravne pomoći koje pružaju odvjetnici
Odvjetnik smije pružati sve oblike pravne pomoći, navode se tipične funkcije:
- davanje pravnih savjeta
- sastavljanje isprava (ugovora, oporuka, izjava)
- sastavljati tužbi, žalbi, prijedloga, zahtjeva, molbi, i drugih podnesaka
- zastupanje stranaka pred sudom

## Uvjeti za obavljanje posla odvjetnika u Hrvatskoj
Osoba koja želi biti ispunjava sljedeće uvjete (članak 48. Zakona o odvjetništvu)
1. da je hrvatski državljanin
2. da je poslovno sposobna
3. da je zdravstveno sposobna za obavljanje poslova odvjetništva
4. da je diplomirala na pravnom fakultetu u Republici Hrvatskoj
5. da je po završenom studiju najmanje tri godine radila u odvjetničkom uredu ili na pravnim poslovima u pravosudnim tijelima, ili najmanje pet godina na drugim pravnim poslovima
6. da aktivno vlada hrvatskim jezikom
7. da je položila pravosudni ispit u Republici Hrvatskoj
8. da protiv nje nije pokrenuta istraga odnosno da se protiv nje ne vodi kazneni postupak zbog kaznenog djela koje se goni po službenoj dužnosti
9. da nije u radnom odnosu
10. da je dostojna za obavljanje odvjetništva
11. da ne obavlja poslove koji su nespojivi s odvjetništvom

## Odvjetnička tajna
Zakon definira u članku 13. sljedeće: Odvjetnik je dužan, sukladno zakonu, čuvati kao odvjetničku tajnu sve što mu je stranka povjerila ili što je u zastupanju stranke na drugi način saznao. Odvjetničku tajnu dužne su čuvati i druge osobe koje rade ili su radile u odvjetničkom uredu.
Kao što liječnici polažu Hipokratovu prisegu, odvjetnici na sličan način dolaze do povjerljivih informacija o svojim klijentima, koje su dužni čuvati.

## Poveznice
- Pravnik
- Odvjetnička komora
- Državni odvjetnik
- Sudac
- Branitelj
- Tužitelj

## Vanjske poveznice
- Zakon o odvjetništvu